# Артезиан
Артезиа́н — посёлок сельского типа в Черноземельском районе Республики Калмыкия России. Административный центр Артезианского сельского муниципального образования.
Железнодорожная станция Артезиан.
Население: 2105 чел. (2014).
Основан в 1940 году. Расположен в 75 км к юго-востоку от районного центра посёлка Комсомольского.

## Название
На территории будущего посёлка были пробурены артезианские скважины, которые и дали название Артезиан.

## Физико-географическая характеристика
Посёлок расположен на юго-востоке района, в границах Чёрных земель, являющихся частью Прикаспийской низменности. Посёлок расположен ниже уровня мирового океана. Средняя высота — 21 м ниже уровня моря. Рельеф местности равнинный. В 9 км к югу от посёлка протекает река Кума, по которой проходит граница с Республикой Дагестан.
По автомобильной дороге расстояние до столицы Калмыкии города Элисты составляет 270 км, до районного центра посёлка Комсомольского 75 км. Ближайший населённый пункт посёлок Буровой расположен с другой стороны железной дороги.

### Климат
Климат Артезиана резко континентальный, согласно классификации климатов Кёппена — Гейгера — семиаридный (индекс BSk). Лето жаркое, сухое, зима малоснежная, короткая. Самый тёплый месяц июль (средняя месячная температура воздуха +25,0˚С). Самый холодный месяц январь со среднемесячной температурой −3,6˚С. Среднегодовая температура воздуха положительная и равна +10,8˚С.
| Показатель                    | Янв. | Фев. | Март | Апр. | Май  | Июнь | Июль | Авг. | Сен. | Окт. | Нояб. | Дек. | Год  |
| ----------------------------- | ---- | ---- | ---- | ---- | ---- | ---- | ---- | ---- | ---- | ---- | ----- | ---- | ---- |
| Средний суточный максимум, °C | −0,2 | 0,7  | 6,4  | 16,6 | 23,7 | 28,3 | 30,7 | 30,0 | 23,9 | 15,9 | 8,0   | 2,5  | 15,5 |
| Средняя температура, °C       | −3,6 | −3   | 2,3  | 11,0 | 17,9 | 22,5 | 25,0 | 24,0 | 18,2 | 11,0 | 4,5   | −0,4 | 10,8 |
| Средний суточный минимум, °C  | −7   | −6,6 | −1,8 | 5,5  | 12,1 | 16,8 | 19,4 | 18,1 | 12,6 | 6,1  | 1,0   | −3,3 | 6,1  |
| Норма осадков, мм             | 15   | 14   | 16   | 21   | 31   | 35   | 26   | 23   | 26   | 21   | 21    | 16   | 267  |
| Источник:                     |      |      |      |      |      |      |      |      |      |      |       |      |      |

## История
Основан в 1940 году в связи с проектированием будущей дороги Кизляр—Трусово. Первыми жителями стали 10 калмыцких семей, колхозники из колхозов имени Кирова и «Ленинский путь». Появились первые жилые землянки в две улицы. Их строили калмыки и русские, выходцы из станиц Ставропольского края. Население посёлка стало увеличиваться.
К середине 1942 года строительство железной дороги дошло до современной станция Артезиан. С 1942 года по 1943 год в период Великой Отечественной войны велось строительство прифронтовой железной дороги Астрахань — Кизляр, имевшей стратегический характер. Строительство носило народный характер — строили женщины, старики, дети. В декабре 1943 года калмыцкие семьи по построенной ими дороге были насильно депортированы в Сибирь.
В 1947—1953 годах были образованы малокомплектная школа, продуктовый магазин, вокзал, линейная амбулатория, подменный пункт, клуб железнодорожников и двухэтажные дома для работников железной дороги. С 1956 года возвращаются калмыки из депортации. В том же году была образована Артезианская машинно-животноводческая станция. Построены МТМ, слесарные, точильные, кузнечные цеха, склады. Открылась средняя школа, участковая больница.

## Население
| 2002 | 2010  | 2013  | 2014  |
| ---- | ----- | ----- | ----- |
| 2267 | ↘2230 | ↘2060 | ↗2105 |

Национальный состав
Согласно результатам переписи 2002 года большинство населения посёлка составляли русские (37 %) и калмыки (34 %)

## Известные жители и уроженцы
* Шуграева, Вера Киргуевна — народный поэт Калмыкии, драматург

## Социальная инфраструктура
В Артезиане имеется несколько магазинов, предприятий бытового обслуживания населения, почтовое отделение, дом культуры, сельская библиотека. Среднее образование жители посёлка получают в расположенной в посёлке Артезианской средней общеобразовательной школе № 2, дошкольное — в детском саду «Берёзка». Медицинское обслуживание жителей обеспечивают Артезианская участковая больница (в настоящее время осуществляется сестринский приём, врачи отсутствуют, пациенты отправляются по предварительной записи на приём к врачам в районную больницу пос. Комсомольский), линейная узловая амбулатория станции Артезиан (расформирована более 5 лет назад, здание разобрано на вторичные строительные материалы), также действует частный стоматологический кабинет.
Посёлок электрифицирован, газифицирован, действует система централизованного водоснабжения. Однако поставляемая вода является технической. Потребность населения в питьевой воде удовлетворяется путём индивидуальной доставки воды, поставляемой со станции Кизляр, к каждому домовладению. Система канализации отсутствует.

## Экономика
Железнодорожная станция Артезиан обслуживает грузовые и пассажирские поезда (20 и более в сутки), обеспечивает безопасность движения. В посёлке ранее действовал ОАО "Совхоз «Артезианский», в настоящее время функционируют ряд КФХ.

## Буддизм
Ступа Победы — культовое буддийское сооружение высотой пять метров с молитвенным барабаном кюрде внутри. Её предназначение — усмирять препятствующие силы, создавать мир и гармонию. Этот тип субургана носит название «Победоносный», что связано с божеством долголетия Намгьялма (тиб. Победоносная). Открыта летом 2011 года.

## Памятник
15 сентября 2021 года в годовщину 80-летия начала строительства военно-стратегической железной дороги Астрахань — Кизляр, зашифрованной под названием объект НКПС № 8, открыт первый памятник строителям дороги